# Crocidura russula
Crocidura russula (білозубка звичайна) — вид ссавців родини Мідицеві, поширений у Європі й Північній Африці.

## Опис
Вага від 11 до 14 грамів, голова і тіло довжиною від 6 до 9 см, середня довжина хвоста від ≈ 3 до 4,3 см. Цей вид має сіруватий або червонувато-коричневий колір шерсті зверху й жовтувато-сірий колір знизу.

## Поведінка
Харчуються безхребетними, а іноді невеликими гризунами та ящірками. На C. russula полюють сови, змії та дрібні м'ясоїдні ссавці, ласка є основним хижаком. 

## Життєвий цикл
Розмноження відбувається, здебільшого з березня по вересень, народжується найчастіше четверо дитинчат (від 2 до 10). Статева зрілість настає досить швидко. Приплід залишатися на своїй батьківській території до наступного сезону розмноження. Живе 18 місяців у дикій природі, але може жити протягом 30 місяців у полоні в лабораторних умовах.

## Поширення
Цей вид проживає у Південній і Західній Європі (у тому числі деяких атлантичних і середземноморських островах), також трапляється в Північній Африці, (Марокко, Туніс, Алжир). Зазвичай мешкає від рівня моря до 1200 м, але також був виявлений і на висоті 2000 м. Населяє широкий діапазон середовищ існування: деревно-чагарникові, відкриті місця, лісові галявини з рясною рослинністю землі, оброблені поля, міські райони, сади, ферми, гірські райони й території, прилеглі до річок і струмків.

## Загрози та охорона
Може зазнавати втрат у результаті використання пестицидів та інших токсичних хімічних речовин, але це не вважається серйозною загрозою для цього виду в даний час. Населення Канарських островів перебуває під загрозою в результаті швидкої урбанізації та збільшення висихання.